# Funhouse Tour
Funhouse Tour fue la cuarta gira de conciertos de la cantante americana Pink, en apoyo a la promoción de su quinto álbum de estudio "Funhouse". Desde su comienzo, la gira recibió buenas críticas por parte de los especialistas de música y fanes quienes aseguraron que fue un gran espectáculo. Algo de lo que siempre ha caracterizado a Pink en sus shows es que no hace playback en ninguna de sus interpretaciones. Como tema principal en el escenario se mantiene un circo pasando por diferentes acrobacias mientras la cantante interpreta cada canción.
La gira visitó Europa, Australia y Norteamérica

## Antecedentes

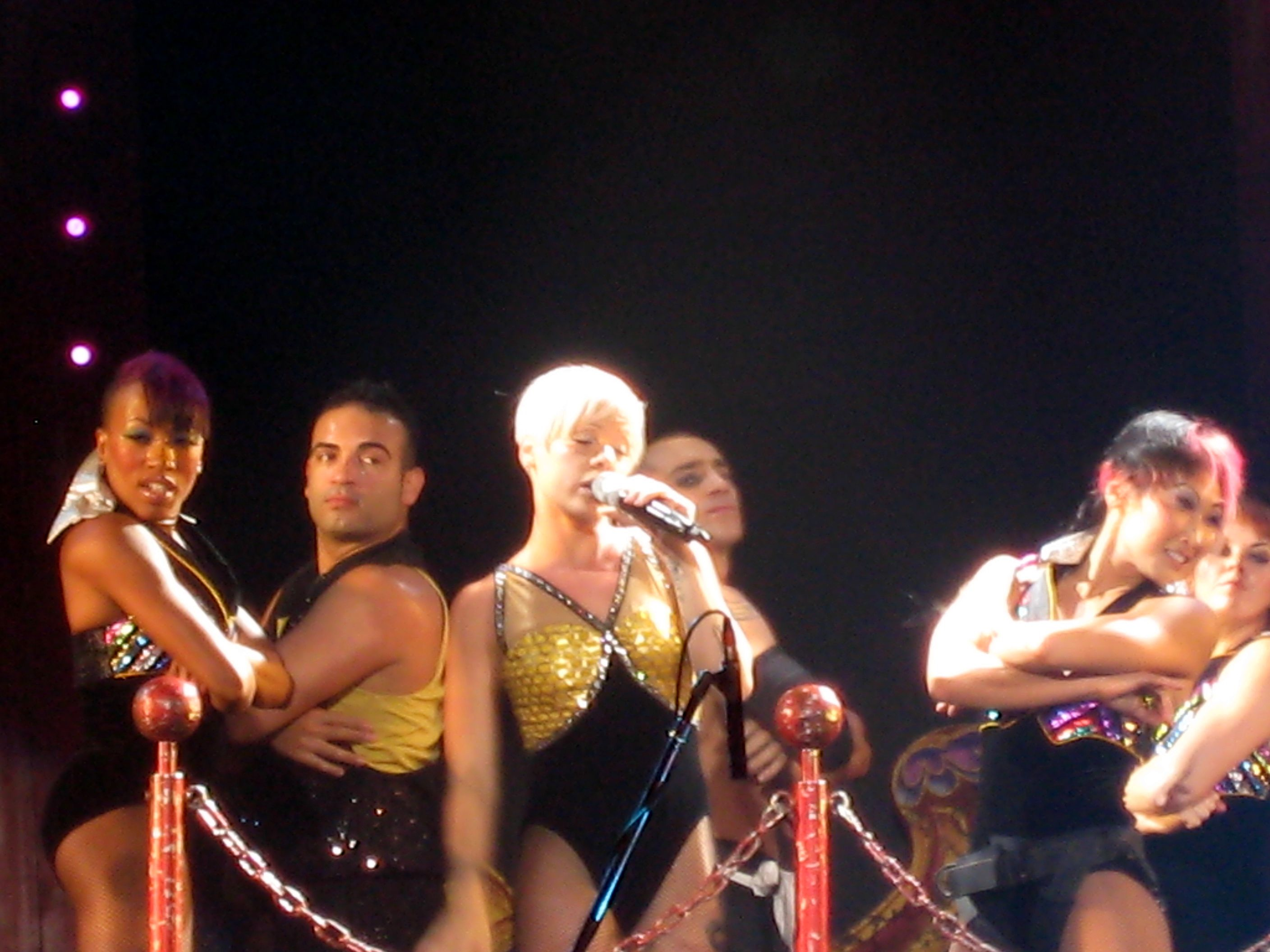
Pink interpretando Get the Party Started.

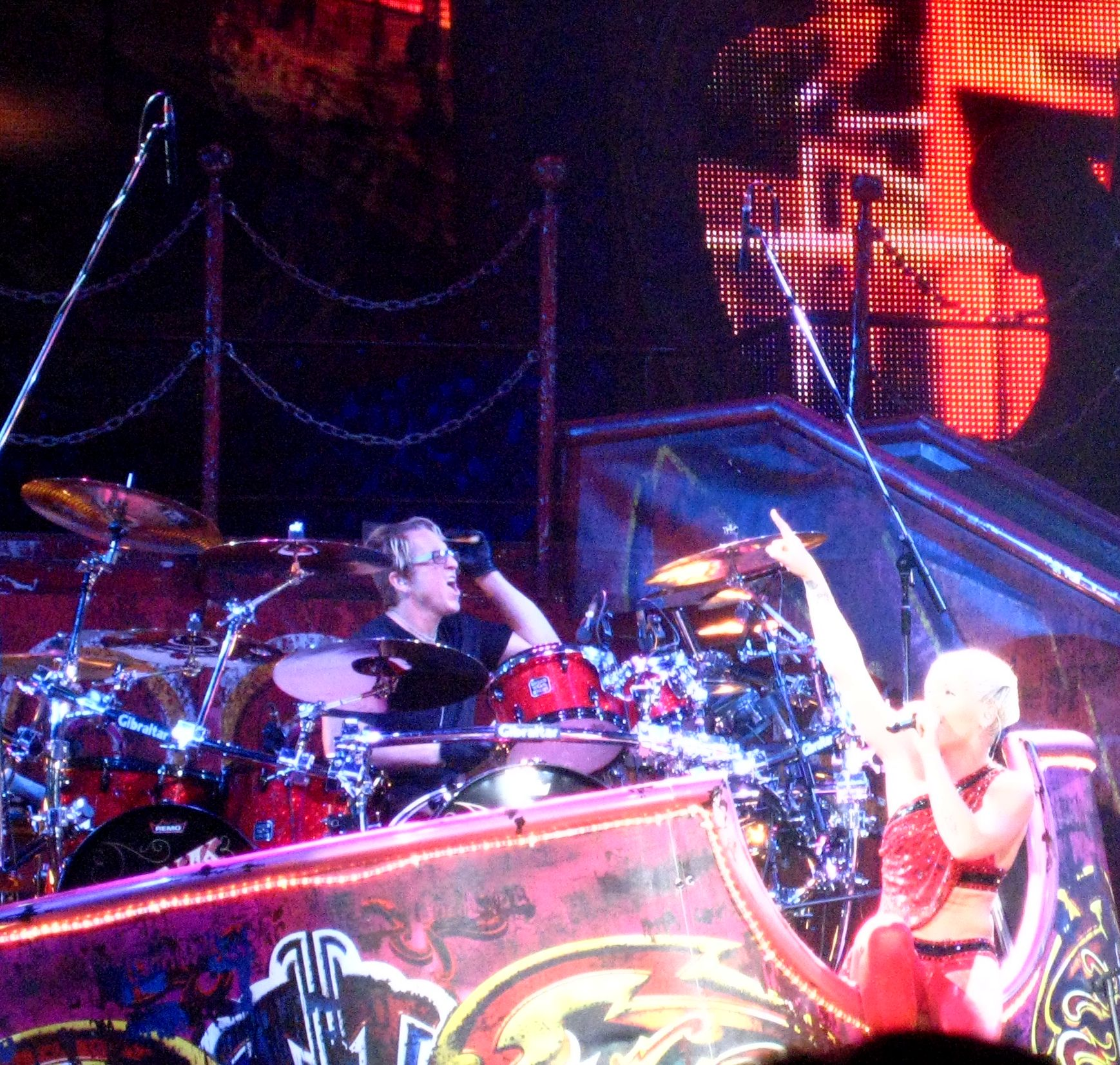
pink interpretando Please Don't Leave Me.

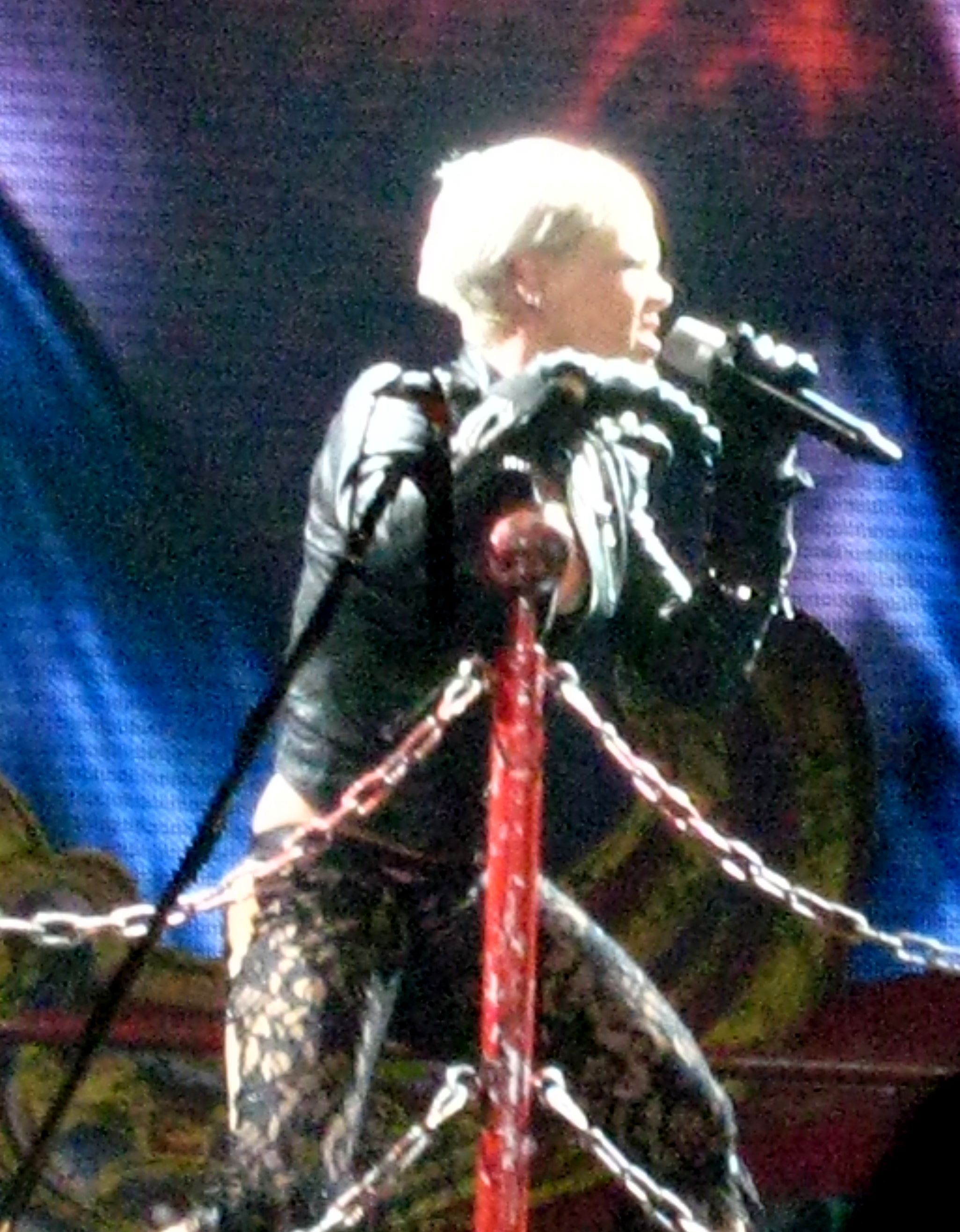
pink interpretando So What.

La gira fue anunciada el 14 de octubre de 2008, casi dos semanas antes de la salida de su quinto álbum de estudio. Pink dijo: 

"Estoy muy emocionada de volver al ruedo. Las ideas para el Funhouse Tour están brotando de mi cabeza... Quién sabe lo que pueda salir, y no puedo esperar para ver."

La gira seguirá su éxito internacional del "I'm Not Dead Tour", que se convirtió en una de las más grandes giras en 2006 y 2007. La gira también marca la primera vez que Pink ha realizado un tour en América del Norte. Pink dijo al respecto:

"He esperado 30 años para esta gira. Realmente no estaba segura si alguien iba a mostrar un show mejor"

## Actuación de apertura
- Raygun (Primera etapa de Europa)(solo en algunas fechas)
- Faker (Australia y segunda etapa de Europa)(solo en algunas fechas)
- Evermore(Australia)
- The Ting Tings(América del Norte)(solo en algunas fechas)

## Lista de canciones
| Premiere |
| --- |
| 1. "Highway to Hell" (Introducción) 2. "Bad Influence" 3. "Just Like a Pill" 4. "One Foot Wrong" 5. "Who Knew" 6. "Please Don't Leave Me" 7. "It's All Your Fault" 8. "Don't Let Me Get Me" 9. "I Touch Myself" 10. "U + Ur Hand" 11. "Ave Mary A" 12. "I Don't Believe You" 13. "Crystal Ball" 14. "Trouble" 15. "Babe I'm Gonna Leave You" 16. "So What" 17. "Leave Me Alone (I'm Lonely)" 18. "Family Portrait" 19. "Bohemian Rhapsody" 20. "Sober" 21. "Crazy" 22. "Funhouse" Encore 1. "Get the Party Started" 2. "Glitter in the Air" |

| Europa(primera etapa)/Australia |
| --- |
| 1. "Highway to Hell" (Introducción) 2. "Bad Influence" 3. "Just Like a Pill" 4. "Who Knew" 5. "Ave Mary A"(solo en algunas fechas) 6. "Don't Let Me Get Me" 7. "I Touch Myself" 8. "Please Don't Leave Me" 9. "U + Ur Hand" 10. "Leave Me Alone (I'm Lonely)" 11. "So What" 12. "Family Portrait" 13. "I Don't Believe You" 14. "Crystal Ball" 15. "Trouble" 16. "Babe I'm Gonna Leave You" 17. "Sober"(solo en algunas fechas) 18. "Bohemian Rhapsody" 19. "Funhouse" 20. "Crazy" Encore 1. "Get the Party Started" 2. "God Is a DJ" (Video Interludio) 3. "Glitter in the Air" |

| América del Norte | |
| --- | --- |
| 1. "Highway to Hell" (Introducción) 2. "Bad Influence" 3. "Just Like A Pill" 4. "Who Knew" 5. "Don't Let Me Get Me" 6. "I Touch Myself" 7. "Please Don't Leave Me" 8. "U + Ur Hand" 9. "Leave Me Alone (I'm Lonely)" 10. "So What" 11. "Family Portrait" 12. "I Don't Believe You" 13. "Dear Mr." | 1. "Highway to Hell" (Video Introducción) 2. "Bad Influence" 3. "Just Like A Pill" 4. "Who Knew" 5. "Ave Mary A" (solo en algunas fechas) 6. "Don't Let Me Get Me" 7. "I Touch Myself" 8. "Please Don't Leave Me" 9. "U + Ur Hand" 10. "Leave Me Alone (I'm Lonely)" 11. "So What" 12. "Family Portrait" 13. "I Don't Believe You" 14. "Dear Mr. President" 15. "Trouble" 16. "Babe I'm Gonna Leave You" 17. "Sober"(solo en algunas fechas) 18. "Bohemian Rhapsody" 19. "Funhouse" 20. "Stupid Girls" 21. "Crazy" Encore 1. "Get the Party Started" 2. "God Is a DJ" (Video Interludio) 3. "Glitter in the Air" |

## Fechas
| Día                     | Ciudad                | País         | Lugar                                     |
| ----------------------- | --------------------- | ------------ | ----------------------------------------- |
| Europe                  |                       |              |                                           |
| 24 de febrero de 2009   | Niza                  | Francia      | Palais Nikaia                             |
| 26 de febrero de 2009   | Amberes               | Bélgica      | Sportpaleis                               |
| 28 de febrero de 2009   | Róterdam              | Países Bajos | Ahoy Rotterdam                            |
| 1 de marzo de 2009      | Róterdam              | Países Bajos | Ahoy Rotterdam                            |
| 5 de marzo de 2009      | Ratisbona             | Alemania     | Donau Arena                               |
| 6 de marzo de 2009      | Friedrichshafen       | Alemania     | Messe Friedrichshafen                     |
| 8 de marzo              | Oberhausen            | Alemania     | König Pilsener Arena                      |
| 9 de marzo de 2009      | París                 | Francia      | Palais omnisports de Paris-Bercy          |
| 12 de marzo de 2009     | Mannheim              | Alemania     | SAP Arena                                 |
| 14 de marzo de 2009     | Stuttgart             | Alemania     | Hanns-Martin-Schleyer-Halle               |
| 17 de marzo de 2009     | Leipzig               | Alemania     | Leipzig Arena                             |
| 18 de marzo de 2009     | Berlín                | Alemania     | O2 World                                  |
| 21 de marzo de 2009     | Ginebra               | Suiza        | Arena de Ginebra                          |
| 22 de marzo de 2009     | Zúrich                | Suiza        | Hallenstadion                             |
| 24 de marzo de 2009     | Budapest              | Hungría      | Arena Deportiva de Budapest László Papp   |
| 25 de marzo de 2009     | Viena                 | Austria      | Wiener Stadthalle                         |
| 27 de marzo de 2009     | Fráncfort del Meno    | Alemania     | Festhalle                                 |
| 28 de marzo de 2009     | Núremberg             | Alemania     | Nuremberg Arena                           |
| 30 de marzo de 2009     | Colonia               | Alemania     | Lanxess Arena                             |
| 1 de abril de 2009      | Hamburgo              | Alemania     | Color Line Arena                          |
| 2 de abril de 2009      | Hamburgo              | Alemania     | Color Line Arena                          |
| 4 de abril de 2009      | Hannover              | Alemania     | TUI Arena                                 |
| 6 de abril de 2009      | Múnich                | Alemania     | Olympiahalle                              |
| 7 de abril de 2009      | Múnich                | Alemania     | Olympiahalle                              |
| 8 de abril de 2009      | Dortmund              | Alemania     | Westfalenhalle                            |
| 11 de abril de 2009     | Glasgow               | Reino Unido  | Scottish Exhibition and Conference Centre |
| 12 de abril de 2009     | Glasgow               | Reino Unido  | Scottish Exhibition and Conference Centre |
| 13 de abril de 2009     | Aberdeen              | Reino Unido  | Aberdeen Exhibition and Conference Centre |
| 16 de abril de 2009     | Birmingham            | Reino Unido  | National Indoor Arena                     |
| 17 de abril de 2009     | Birmingham            | Reino Unido  | National Indoor Arena                     |
| 19 de abril de 2009     | Dublín                | Irlanda      | 3Arena                                    |
| 20 de abril de 2009     | Dublín                | Irlanda      | 3Arena                                    |
| 22 de abril de 2009     | Belfast               | Irlanda      | Odyssey Arena                             |
| 23 de abril de 2009     | Belfast               | Irlanda      | Odyssey Arena                             |
| 25 de abril de 2009     | Mánchester            | Reino Unido  | Manchester Evening News Arena             |
| 26 de abril de 2009     | Mánchester            | Reino Unido  | Manchester Evening News Arena             |
| 28 de abril de 2009     | Newcastle             | Reino Unido  | Metro Radio Arena                         |
| 29 de abril de 2009     | Liverpool             | Reino Unido  | Echo Arena                                |
| 1 de mayo de 2009       | Londres               | Reino Unido  | The O2 Arena                              |
| 2 de mayo de 2009       | Londres               | Reino Unido  | The O2 Arena                              |
| 4 de mayo de 2009       | Londres               | Reino Unido  | The O2 Arena                              |
| Australia               |                       |              |                                           |
| 22 de mayo de 2009      | Perth                 | Australia    | Burswood Dome                             |
| 23 de mayo de 2009      | Perth                 | Australia    | Burswood Dome                             |
| 26 de mayo de 2009      | Adelaida              | Australia    | Adelaide Entertainment Centre             |
| 27 de mayo de 2009      | Adelaida              | Australia    | Adelaide Entertainment Centre             |
| 30 de mayo de 2009      | Melbourne             | Australia    | Rod Laver Arena                           |
| 31 de mayo de 2009      | Melbourne             | Australia    | Rod Laver Arena                           |
| 3 de junio de 2009      | Newcastle             | Australia    | Newcastle Entertainment Centre            |
| 4 de junio de 2009      | Newcastle             | Australia    | Newcastle Entertainment Centre            |
| 6 de junio de 2009      | Sídney                | Australia    | Sídney Entertainment Centre               |
| 7 de junio de 2009      | Sídney                | Australia    | Sídney Entertainment Centre               |
| 9 de junio de 2009      | Sídney                | Australia    | Sídney Entertainment Centre               |
| 10 de junio de 2009     | Sídney                | Australia    | Sídney Entertainment Centre               |
| 12 de junio de 2009     | Brisbane              | Australia    | Brisbane Entertainment Centre             |
| 13 de junio de 2009     | Brisbane              | Australia    | Brisbane Entertainment Centre             |
| 15 de junio de 2009     | Brisbane              | Australia    | Brisbane Entertainment Centre             |
| 16 de junio de 2009     | Brisbane              | Australia    | Brisbane Entertainment Centre             |
| 18 de junio de 2009     | Melbourne             | Australia    | Rod Laver Arena                           |
| 20 de junio de 2009     | Melbourne             | Australia    | Rod Laver Arena                           |
| 21 de junio de 2009     | Melbourne             | Australia    | Rod Laver Arena                           |
| 23 de junio de 2009     | Melbourne             | Australia    | Rod Laver Arena                           |
| 24 de junio de 2009     | Melbourne             | Australia    | Rod Laver Arena                           |
| 26 de junio de 2009     | Sídney                | Australia    | Sídney Entertainment Centre               |
| 27 de junio de 2009     | Sídney                | Australia    | Sídney Entertainment Centre               |
| 29 de junio de 2009     | Sídney                | Australia    | Sídney Entertainment Centre               |
| 30 de junio de 2009     | Sídney                | Australia    | Sídney Entertainment Centre               |
| 3 de julio de 2009      | Newcastle             | Australia    | Newcastle Entertainment Centre            |
| 4 de julio de 2009      | Newcastle             | Australia    | Newcastle Entertainment Centre            |
| 14 de julio de 2009     | Melbourne             | Australia    | Rod Laver Arena                           |
| 15 de julio de 2009     | Melbourne             | Australia    | Rod Laver Arena                           |
| 17 de julio de 2009     | Sídney                | Australia    | Sídney Entertainment Centre               |
| 18 de julio de 2009     | Sídney                | Australia    | Sídney Entertainment Centre               |
| 20 de julio de 2009     | Brisbane              | Australia    | Brisbane Entertainment Centre             |
| 22 de julio de 2009     | Brisbane              | Australia    | Brisbane Entertainment Centre             |
| 23 de julio de 2009     | Brisbane              | Australia    | Brisbane Entertainment Centre             |
| 25 de julio de 2009     | Brisbane              | Australia    | Brisbane Entertainment Centre             |
| 26 de julio de 2009     | Brisbane              | Australia    | Brisbane Entertainment Centre             |
| 29 de julio de 2009     | Melbourne             | Australia    | Rod Laver Arena                           |
| 30 de julio de 2009     | Melbourne             | Australia    | Rod Laver Arena                           |
| 1 de agosto de 2009     | Melbourne             | Australia    | Rod Laver Arena                           |
| 2 de agosto de 2009     | Melbourne             | Australia    | Rod Laver Arena                           |
| 4 de agosto de 2009     | Adelaida              | Australia    | Adelaide Entertainment Centre             |
| 5 de agosto de 2009     | Adelaida              | Australia    | Adelaide Entertainment Centre             |
| 7 de agosto de 2009     | Perth                 | Australia    | Burswood Dome                             |
| 8 de agosto de 2009     | Perth                 | Australia    | Burswood Dome                             |
| 10 de agosto de 2009    | Adelaida              | Australia    | Adelaide Entertainment Centre             |
| 11 de agosto de 2009    | Adelaida              | Australia    | Adelaide Entertainment Centre             |
| Europe                  |                       |              |                                           |
| 14 de octubre de 2009   | Dublín                | Irlanda      | 3Arena                                    |
| 17 de octubre de 2009   | Belfast               | Irlanda      | Odyssey Arena                             |
| 20 de octubre de 2009   | Glasgow               | Reino Unido  | Scottish Exhibition and Conference Centre |
| 21 de octubre de 2009   | Glasgow               | Reino Unido  | Scottish Exhibition and Conference Centre |
| 23 de octubre de 2009   | Mánchester            | Reino Unido  | Manchester Evening News Arena             |
| 27 de octubre de 2009   | Liverpool             | Reino Unido  | Echo Arena                                |
| 28 de octubre de 2009   | Sheffield             | Reino Unido  | Sheffield Arena                           |
| 30 de octubre de 2009   | Birmingham            | Reino Unido  | LG Arena                                  |
| 2 de noviembre de 2009  | Newcastle             | Reino Unido  | Metro Radio Arena                         |
| 3 de noviembre de 2009  | Nottingham            | Reino Unido  | Trent FM Arena Nottingham                 |
| 5 de noviembre de 2009  | Amberes               | Bélgica      | Sportpaleis                               |
| 10 de noviembre de 2009 | Estocolmo             | Suecia       | Ericsson Globe                            |
| 12 de noviembre de 2009 | Helsinki              | Finlandia    | Hartwall Arena                            |
| 20 de noviembre de 2009 | Fráncfort del Meno    | Alemania     | Festhalle                                 |
| 22 de noviembre de 2009 | Múnich                | Alemania     | Olympiahalle                              |
| 23 de noviembre de 2009 | Friburgo de Brisgovia | Alemania     | Messe Freiburg                            |
| 25 de noviembre de 2009 | Stuttgart             | Alemania     | Hanns-Martin-Schleyer-Halle               |
| 26 de noviembre de 2009 | Erfurt                | Alemania     | Messe Erfurt AG                           |
| 28 de noviembre de 2009 | Düsseldorf            | Alemania     | ISS Dome                                  |
| 30 de noviembre de 2009 | Oberhausen            | Alemania     | König Pilsner Arena                       |
| 2 de diciembre de 2009  | Zúrich                | Suiza        | Hallenstadion                             |
| 3 de diciembre de 2009  | Ginebra               | Suiza        | Arena de Ginebra                          |
| 5 de diciembre de 2009  | Róterdam              | Países Bajos | Ahoy Rotterdam                            |
| 8 de diciembre de 2009  | Londres               | Reino Unido  | The O2 Arena                              |
| 20 de diciembre de 2009 | Hannover              | Alemania     | TUI Arena                                 |